# Grand Prix du disque (Charles Cros)
Grand Prix du Disque de l’Académie Charles Cros je hudební ocenění, které každoročně od roku 1948 uděluje francouzská Akademie Charles Cros za vynikající nahrávku hudební skladby jak po stránce umělecké, tak technické. Světový význam má především na poli vážné hudby, ale uděluje se také za nahrávky jazzové a populární hudby. Specialitou je ocenění v typicky francouzském žánru, kterým je šanson.
L’Académie Charles Cros je společnost založená v roce 1947 skupinou muzikologů, hudebních kritiků a nahrávacích specialistů. Asociace přijala název podle francouzského básníka a vynálezce v oblasti reprodukce zvuku a barevné fotografie Charlese Crose (1842–1888), přítele významných prokletých básníků Arthura Rimbauda a Paula Verlaina. Učinila tak vzhledem ke Crosově uměleckému i technickému talentu. Cílem akademie bylo soustředit kompetentní odborníky jak z umělecké, tak technické oblasti, schopné posoudit kvalitu nahrávky a jejím oceněním vyzdvihnout výjimečnou nahrávku a dodat jí tím zaslouženého věhlasu.
V oblasti vážné hudby se díky vysoké úrovni práce akademie stala Grand Prix du Disque de l’Académie Charles Cros nejprestižnější cenou tohoto typu. Československá a česká produkce patří v tomto směru k velmi úspěšným. Oceněna byla řada souborů orchestrální hudby, komorní hudby i sborové hudby.

## Oceněné české nahrávky
Nejúspěšnější v tomto směru je Česká filharmonie, která získala za dobu svého působení deset ocenění. Prvním bylo v roce 1959 za nahrávku Dvořákova Rekviem b-moll, op. 89 pod taktovkou Karla Ančerla.
Houslista Josef Suk získal ocenění šestkrát, Pražský komorní orchestr čtyřikrát.
Dalšími držiteli ocenění jsou např. Ars rediviva (dvakrát) a Stamicovo kvarteto (dvakrát), soubor Komorní harmonie, Kocianovo kvarteto, komorní orchestr Musici di Praga.
Zatím poslední (leden 2006) je Grand Prix pro vydavatelství Supraphon za komplet 42 disků Ančerlových nahrávek s Českou filharmonií nazvaný Karel Ančerl Gold Edition.
Trojnásobnou držitelkou Grand Prix du Disque de l’Académie Charles Cros byla česká klavíristka, cembalistka Zuzana Růžičková.
Nahrávky Supraphonu získaly cenu sedmnáctkrát.